# Carlia longipes
Carlia longipes — вид сцинкоподібних ящірок родини сцинкових (Scincidae). Ендемік Австралії.

## Опис
Тіло (не враховуючи хвоста) сягає 55 мм завдовжки. На передніх лапах 4 пальці, на задніх 5 пальців. Слуховий отвір вертиальний або круглий з загостреними лусками на передньому краї. Забарвлення переважно коричневе, боки бронзові, від ніздрів через очі до плечей ідуть чорні смуги. У самців під час сезону розмноження горло біле. Луски на задній частині тіла мають заокруглені задні краї.

## Поширення і екологія
Carlia longipes мешкають на північному сході штату Квінсленд, від мису Мелвілл до національного парку Урунуран. Вони живуть у вологих тропічних лісах, серед опалого литя, на порослих травою прибережних дюнах, в мангрових заростях і в заболочених районах, в рідколіссях і садах. ведуть денний спосіб життя, живляться безхребетними і дрібними ящірками.